# James Bilton
James Herbert Bilton (* 10. April 1908 in Leeds, England; † 4. Juli 1988 in Ottawa, Ontario) war ein kanadischer Politiker der Progressive Conservative Party of Manitoba, der unter anderem zwischen 1962 und 1977 Mitglied der Legislativversammlung von Manitoba sowie von 1966 bis 1969 deren Sprecher war.

## Leben
James Herbert Bilton, Sohn von Walter Bilton und Maria Mathersen, absolvierte seine schulische Ausbildung an der Leeds Public and High School und wanderte im Dezember 1929 nach Kanada aus. Er war von 1931 bis 1953 Polizist bei der Royal Canadian Mounted Police (RCMP) und trat 1953 als Staff Sergeant in den Ruhestand. Er war von 1958 bis zu deren Verkauf 1973 außerdem letzter Herausgeber und Verleger der 1900 gegründeten Wochenzeitung „Swan River Star & Times“ und Mitglied des Winnipeg Press Club. Am 14. Dezember 1962 wurde er als Nachfolger von Albert H. C. Corbett für die Progressive Conservative Party of Manitoba im Wahlkreis „Swan River“ erstmals zum Mitglied der Legislativversammlung von Manitoba gewählt und gehörte dieser nach seinen Wiederwahlen am 14. Dezember 1962, 23. Juni 1966, 25. Juni 1969 sowie am 28. Juni 1973 bis zu seinem Verzicht auf eine erneute Kandidatur am 11. Oktober 1977 an, woraufhin Doug Gourlay zum neuen Abgeordneten gewählt wurde. Daneben engagierte er sich zwischen 1964 und 1965 als Präsident der 1919 gegründeten Manitoba Weekly Newspapers Association, des Verbandes der Wochenzeitungen dieser Provinz.
Am 5. Dezember 1966 wurde Bilton als Nachfolger von Thelma Forbes Sprecher der Legislativversammlung (Speaker) und bekleidete das Amt des Parlamentspräsidenten bis zum 14. August 1969, woraufhin Ben Hanuschak ihn ablöste. In Anerkennung seines Engagements für die Gemeinschaft wurde er 1977 mit der Queen Elizabeth II Silver Jubilee Medal ausgezeichnet und verzog nach seinem Ausscheiden aus dem Parlament mit seiner Frau nach Ottawa in Ontario. Aus seiner am 28. März 1938 geschlossenen Ehe mit Mildred Mary Izon ging die Tochter Carol Ann Bilton hervor.